# Gabriel Xammar i Sala
Gabriel Xammar i Sala (Juneda, 1910 - Tarragona, 2008) fou un activista cultural i polític català, germà de Josep Maria Xammar i Sala. Militant d'Estat Català, durant els primers anys de la guerra civil espanyola va ajudar exiliats a passar cap a França, per la qual cosa fou detingut, i va formar part de la 132a Brigada Mixta. En tornar de l'exili, es va traslladar a Tarragona, on, durant el franquisme, va continuar la lluita activista per les llibertats a través de l'Organització de Resistència Nacional.
Es va involucrar en la creació del Club de Joves i va ser dels iniciadors d'Òmnium Cultural del Tarragonès. També va participar en l'organització de conferències i actes patriòtics a la llibreria La Rambla i va ser president de la Cooperativa Obrera Tarraconense des de 1977 fins al 1979. El 2007 va rebre el Premi d'Actuació Cívica de la Fundació Lluís Carulla.